# Moisés Sánchez
Moisés Sánchez Parra (ur. 21 września 1980) – hiszpański zapaśnik walczący w stylu klasycznym. Olimpijczyk z Aten 2004, gdzie zajął szesnaste miejsce w kategorii 66 kg. Piąty na mistrzostwach świata w 2001. Brązowy medalista mistrzostw Europy w 2005. Wicemistrz igrzysk śródziemnomorskich w 2005 roku.
Brat Francisco Sáncheza, zapaśnika i olimpijczyka z Pekinu 2008.
- Turniej w Atenach 2004

Wygrał z Parwizem Zejdwandem z Iranu, a przegrał z Kirgizem Kanatbekiem Begalijewem.